# Bargello
Bargello (Palazzo del Bargello ili Palazzo del Podest) je gotička građevina u Firenci iz 13. st. u kojoj je smješten Nacionalni muzej Bargella (Museo nazionale del Bargello) posvećen skulpturi. 
Naziv mu potječe od latinske riječi bargillus, što znači „utvrđeni toranj”. Tijekom vremena građevina je mijenjala namjene, pa je izvorno, 1255. god., bila sjedište „narodnog kapetana” Capitano del Popolo, srednjovjekovnog gradonačelnika. Izvorno dvokatnica pored Volognana tornja, s velikim unutarnjim dvorištem u čijem središtu je bunar pored kojega su stube za kat, a treći kat je dobila poslije poožara 1323. god. God. 1261. postaje podestat, najviša uprava firentinskog gradskog vijeća. Poslužila je kao model tijekom gradnje „Stare palače” (Palazzo Vecchio). God. 1574., kada su Medici raspustili podestat, u zgradi je smješten bargello, svojevrsni „šerif” koji je održavao red u gradu i obično bio podrijetlom izvan Firence. Po njemu je palača dobila svoje ime, a služila je kao tamnica. U njezinom dvorištu su vršena pogubljenja do 1786. god. kada je tu praksu ukinuo Leopold II. No, palača je ostala sjedište firentinske policije do 1859. kada je odlukom guvernera toskane postala nacionalnim muzejom. Otvoren je 1865. kao Nacionalni muzej Bargella s najvećom kolekcijom talijanske srednjovjekovne i renesansne skulpture od 14. – 17. st. 

## Kolekcija
U Galeriji Bargello nalaze se skulpture umjetnika kao što su: Donatello, Michelangelo, Lorenzo Ghiberti, Cellini i dr. Tu je i vrijedna numizmatička zbirka, te zbirka vrijedne keramike, tekstila, tapiserija, bjelokosti, srebra i oružja.
- Carica Arijana, bjelokost
- Abraham žrtvuje Izaka (Lorenzo Ghiberti)
- Niccolo da Uzzano (Donatello)
- Sveti Juraj (Donatello)
- David (Donatello)
- David (Verrocchio)
- Madonna di Santa Maria Nuova (Luca della Robbia)
- Herkul i Antej (Antonio del Pollaiolo)
- Battista Sforza  (Franjo Vranjanin)
- Bakho (Michelangelo)
- Cosimo I. Medici (Benvenuto Cellini)
- Merkur, (Giambologna)
- Architettura, (Giambologna)
- Jason i zlatno runo (Pietro Francavilla)
- Costanza Bonarelli, (Gianlorenzo Bernini)
- Mali ribar (Vincenzo Gemito)

## Vanjske poveznice
- Bargello Nacionalni muzej. Inačica izvorne stranice arhivirana 13. rujna 2016. Pristupljeno 4. rujna 2016.
- Palača Bargello